# Fritz von Uhde
Fritz von Uhde, właśc. Friedrich Hermann Karl von Uhde (ur. 22 maja 1848 w Wolkenburgu, zm. 25 lutego 1911 w Monachium) – niemiecki malarz realista, znany z twórczości rodzajowej wykorzystującej naturalistycznie przetworzone motywy biblijne.  

## Życiorys
Był synem urzędnika państwowego Bernharda von Uhde, sprawującego w ówczesnej Saksonii ważne funkcje administracyjne. Urodzony w rodzinie o skłonnościach artystycznych, wcześnie wykazywał zdolności plastyczne. W 1866 rozpoczął studia artystyczne w akademii sztuk pięknych w Dreźnie (Kunstakademie Dresden), by wkrótce przerwać je, wstępując na zawodowego oficera do armii cesarskiej, gdzie odbywał służbę w saksońskiej jednostce kawalerii, uczestnicząc też wówczas w wojnie francusko-pruskiej. 
W 1877 powrócił do poprzednich zainteresowań i nieprzyjęty do akademickich pracowni von Piloty’ego i von Dieza, podjął w Monachium samodzielne studia nad XVII-wiecznym malarstwem holenderskim. Zaproszony w 1879 do Paryża przez znanego malarza węgierskiego, M. Munkácsy’ego, kształcił się przejściowo w jego pracowni. W 1882 udał się do Holandii (Zandvoort), gdzie doskonalił się w malarstwie plenerowym. Na stałe osiadł w Monachium, od 1877 utrzymując tam długotrwały kontakt z Maxem Liebermannem. W miejscowym środowisku artystycznym uważany był wówczas za jednego z głównych przedstawicieli nurtu realizmu i naturalizmu. W 1892 stał się współzałożycielem tamtejszego stowarzyszenia artystycznego, znanego jako Secesja Monachijska, do którego należeli m.in. Lovis Corinth i Max Slevogt.   

## Twórczość
We wczesnym okresie zajmował się malarstwem batalistycznym, już w 1873 zwracając uwagę na wystawie w Lipsku przedstawieniem bitwy pod Sedanem. Głównie jednak uprawiał malarstwo rodzajowe, tworząc nastrojowe kompozycje religijne o akcentach społecznych (np. Przyjdź, Jezu, bądź naszym gościem, 1885), liczne sceny z dziećmi (Dwie dziewczynki w ogrodzie, 1892) oraz z życia własnej rodziny, a także portrety (Senator Gustav Hertz z żoną, 1906) i pejzaże. Nastrój w swych obrazach wytwarzał poprzez stosowanie odpowiedniego natężenia światła, co zbliżało go do impresjonizmu. Dzięki specyficznemu łączeniu wydarzeń z Nowego Testamentu ze współczesnością w wyobrażeniach naturalistycznych, uważany jest za prekursora nowożytnego malarstwa sakralnego.

## Galeria

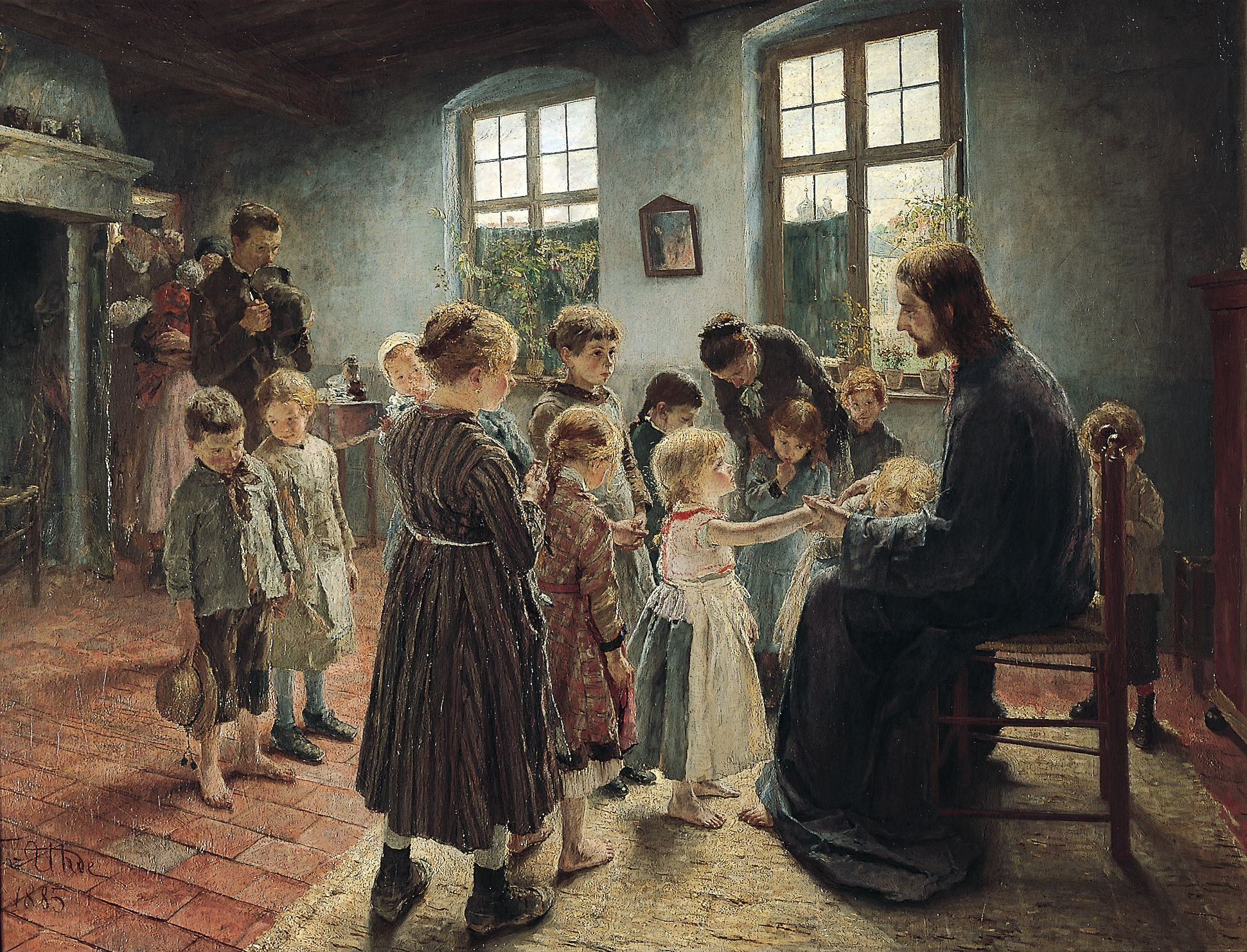
Pozwólcie dziatkom przyjść do mnie (1885)
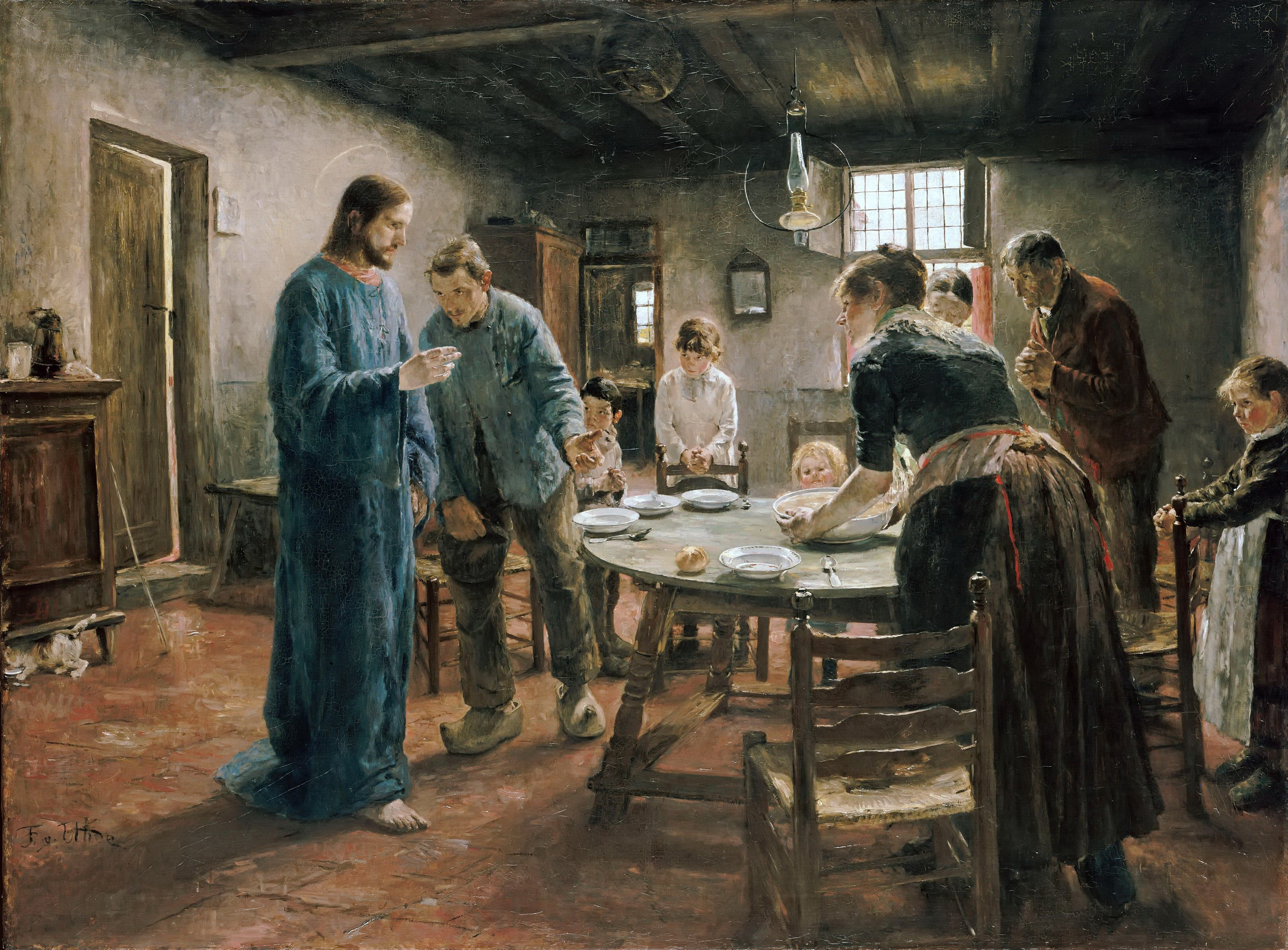
Modlitwa przed posiłkiem (1885)
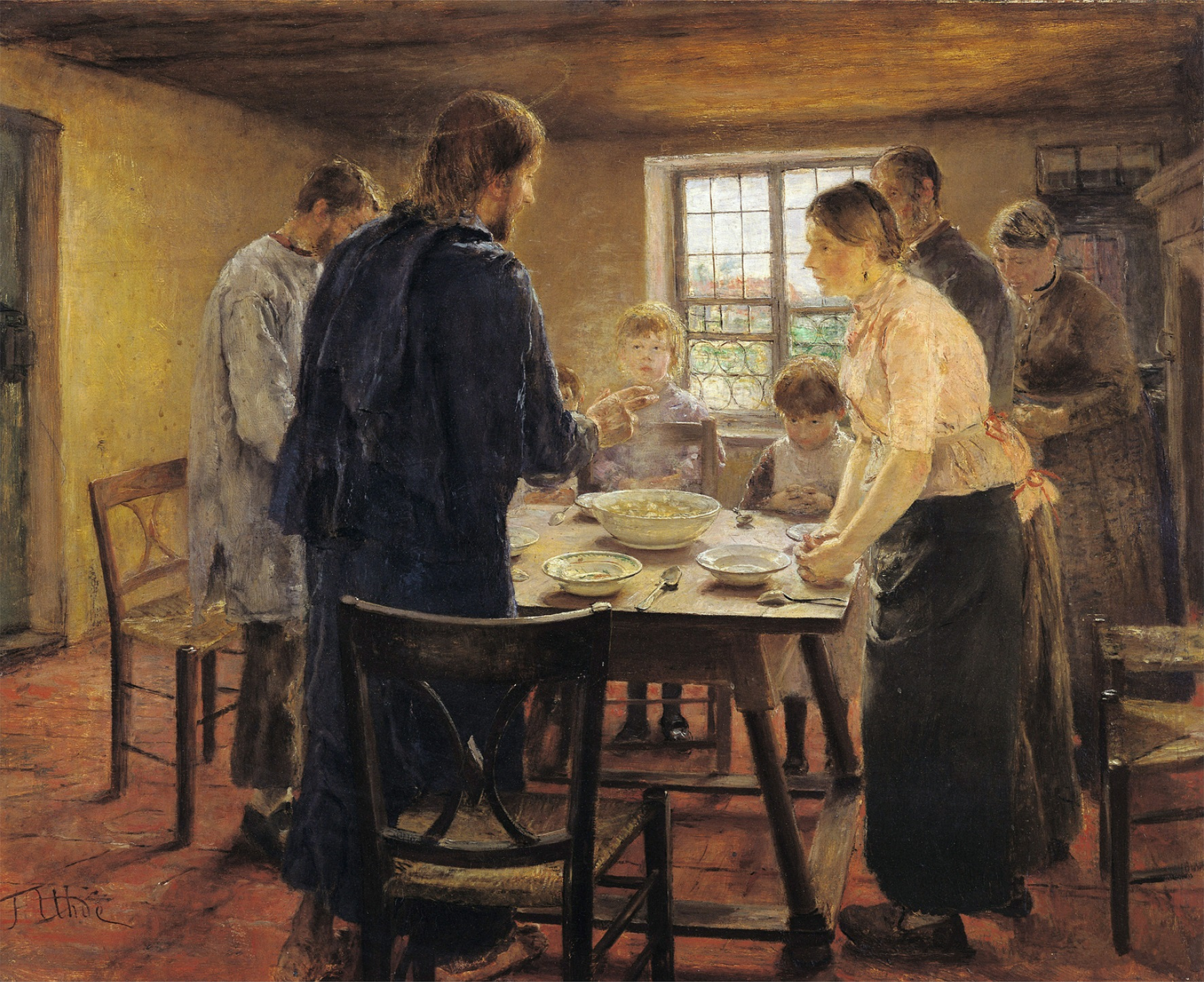
Chrystus u chłopów (1887)
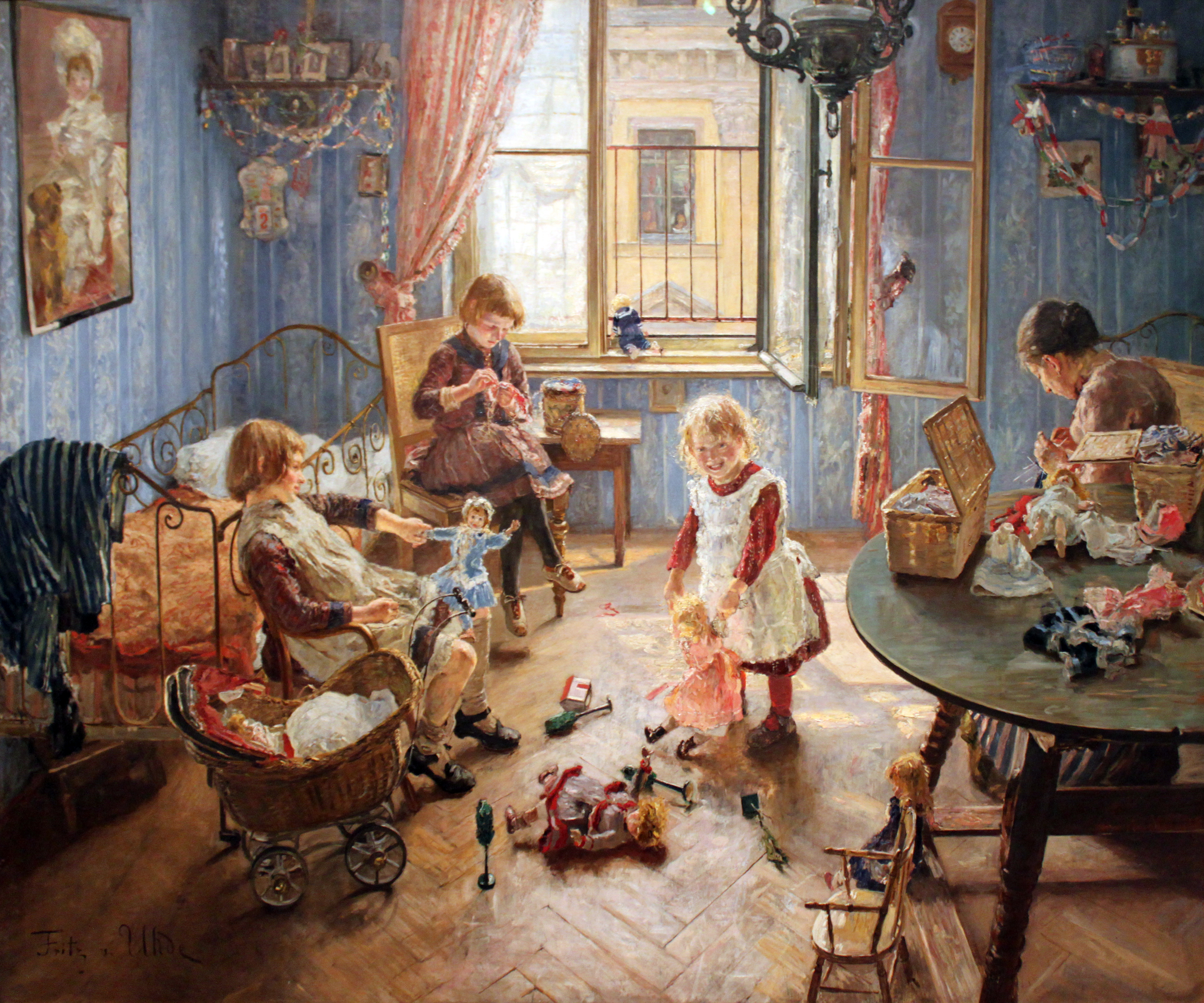
Pokój dziecięcy (1889)
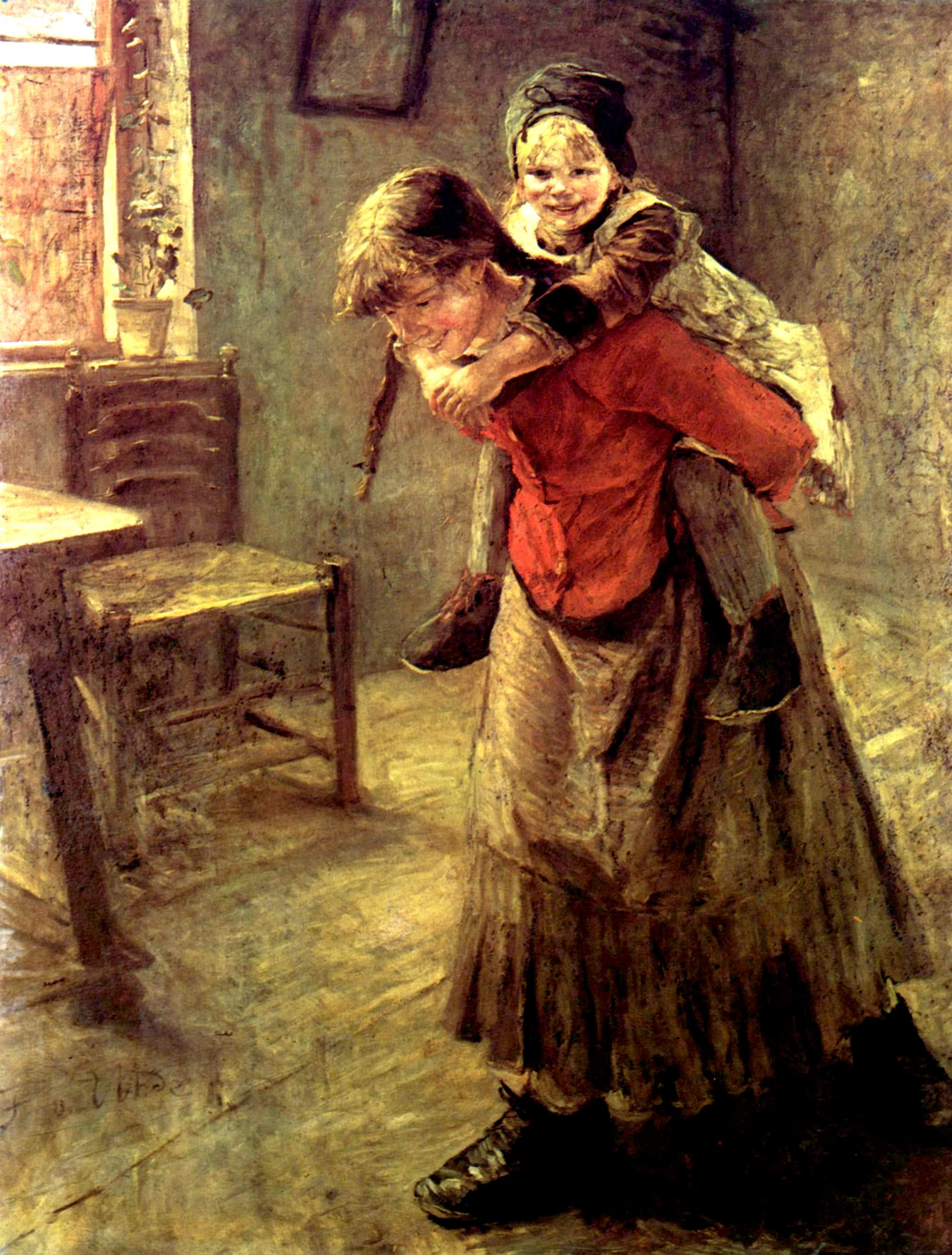
Starsza siostra (1883)
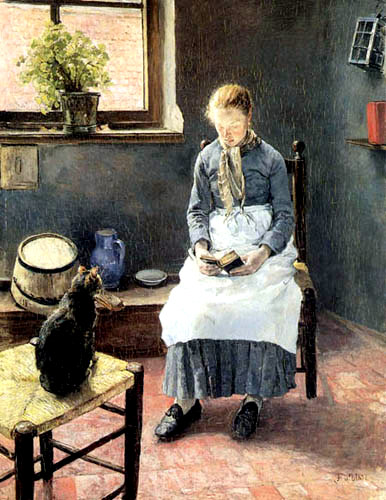
Czytająca z kotem (1885)
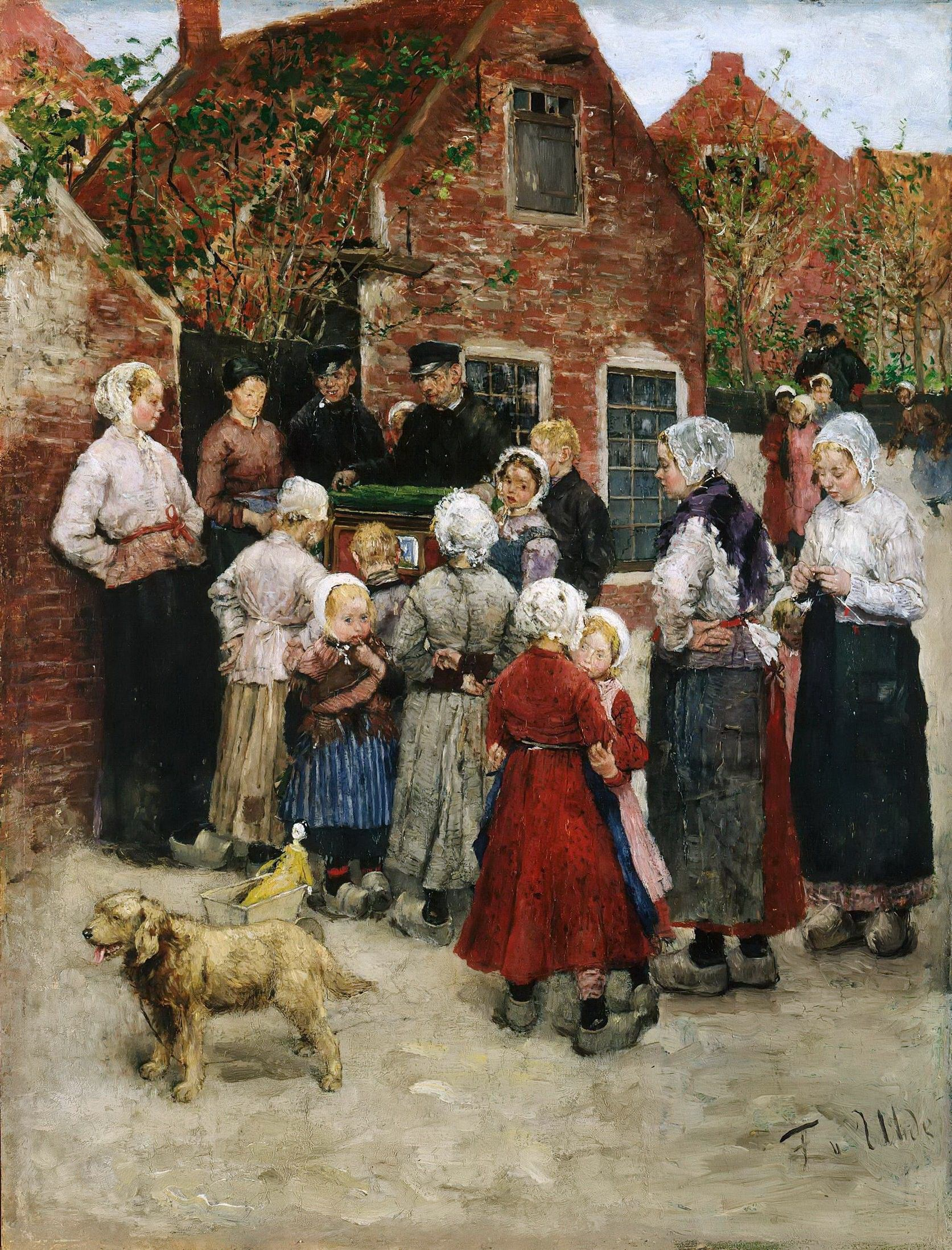
Kataryniarz w Zandvoort (1883)
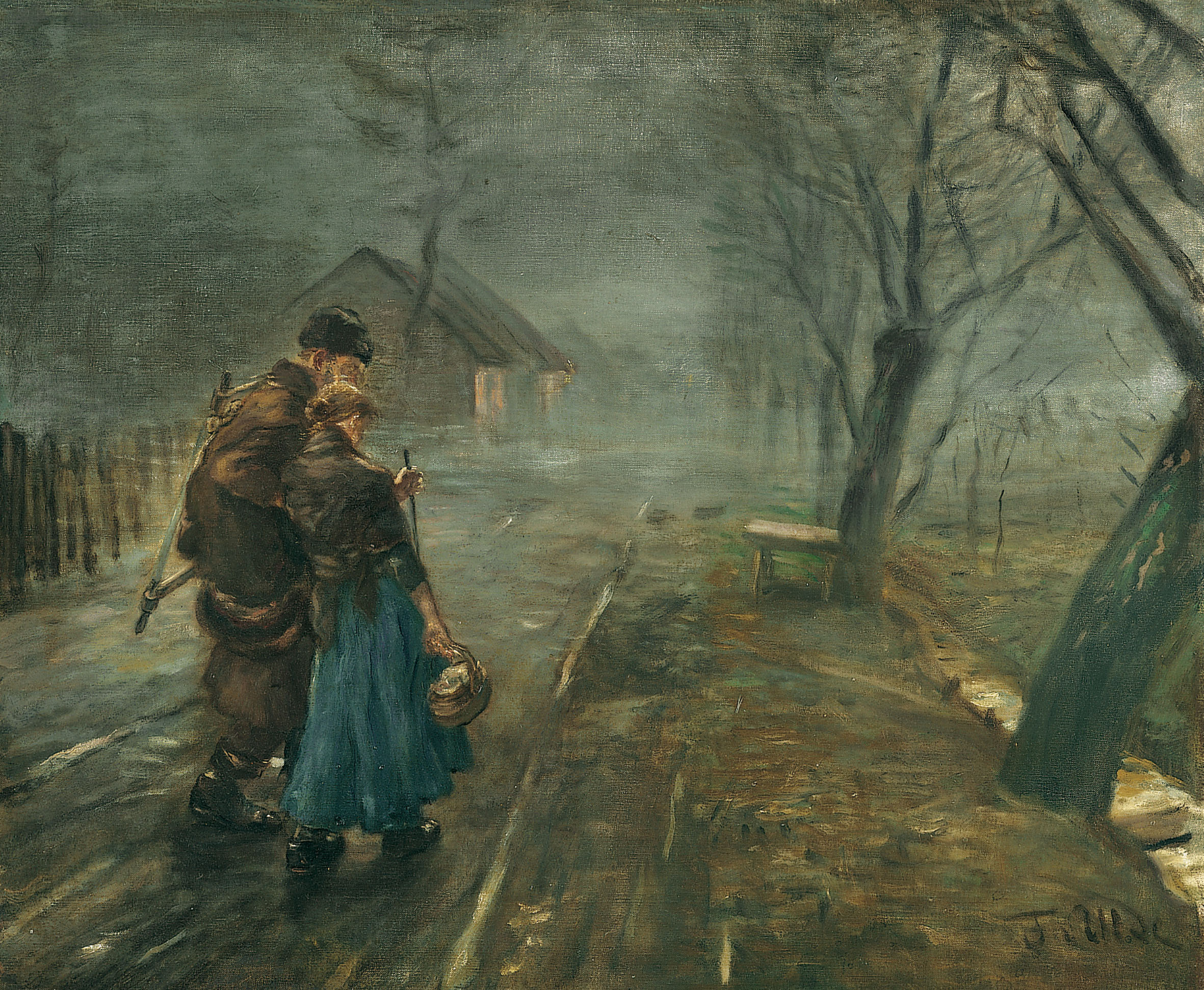
Ciężka droga (1907)